# کلیفتون (تگزاس)
کلیفتون، تگزاس(به انگلیسی: Clifton, Texas) شهری در ایالت تگزاس از ایالات جنوبی ایالات متحده آمریکا است. در سرشماری سال ۲۰۰۰، جمعیت این شهر ۳۵۴۲ نفر اعلام شد.